# Praca (wieś)
Praca – wieś w Polsce, położona w województwie łódzkim, w powiecie piotrkowskim, w gminie Wola Krzysztoporska. Miejscowość ma status sołectwa.
Wieś powstała w wyniku parcelacji majątku ziemskiego Gomulin przez dziedzica, Aleksandra Lisickiego. W latach 1897–1899 dziedzic sprzedał 200 hektarów lasu. Pozostawiona ziemia z wyrębu była mało urodzajna tj. 6 klasy. Pokryta pieńkami co utrudniało pracę na roli. Przed parcelacją jedynymi budynkami w tej części majątku Gomulin były budynki osady młyńskiej z wiatrakiem postawionym w 1887 roku. Pierwsze baraki mieszkalne powstały już w 1900 roku. Lisicki otrzymał pozwolenie Urzędu Guberialnego Piotrkowskiego na założenie wsi w czerwcu 1901 roku. Ziemię podzieloną na parcelę kupili w całości gospodarze gomulińscy którzy przez wiele miesięcy chodzili oczyszczać nabytą ziemię z pozostałości po lesie. Mówili że chodzą do pracy. Stąd pochodzi nazwa wsi. Miejscowość rozlokowana jest w dwóch koloniach, z których ta od północno-zachodniej strony nosi ludową nazwę Koty. W 1904 roku wiatrak wraz z osadą zakupuje Szymon Tosiek. W 1936 roku wiatrak przejmuje syn dotychczasowego właściciela Wincenty Tosiek. W 1942 roku w budynek uderzył piorun. Dzięki szybkiej interwencji pobliskich mieszkańców i straży pożarnej z Gomulina i Majkowa Średniego wiatrak uratowano przed spaleniem. Zboże w nim mielono do 1954 roku, kiedy to komunistyczne władze nakazały go zamknąć. Od tej pory budynek systematycznie niszczał. Resztki tej budowli zostały rozebrane w 2000 roku. Pozostały jedynie cztery koła młyńskie, na których wyryty jest rok 1819.
Za walkę konspiracyjną w okresie II wojny światowej dwóch aresztowanych przez gestapo mieszkańców wsi przeżyło gehennę niemieckich obozów koncentracyjnych, między innymi Józef Kluf (w Auschwitz i KL Mauthausen), Bronisław Jabłoński (Auschwitz, KL Buchenwald I  KL Bergen-Belsen).
Od powstania w 1900 r. do 1954 r. wieś należała do gminy Szydłów. W latach 1954–1972 do Gromady Gomulin.
W latach 1975–1998 miejscowość administracyjnie należała do województwa piotrkowskiego.
Katoliccy mieszkańcy Pracy należą do parafii św. Mikołaja Bp. w Gomulinie, w archidiecezji łódzkiej.